# The Marmalade
The Marmalade is een Schotse popband uit Glasgow, geformeerd in 1961 als The Gaylords, later als Dean Ford & the Gaylords. Ze namen vier singles op voor Columbia Records (EMI Music). In 1966 veranderden ze de naam van de band in The Marmalade en werden als zodanig vermeld op al hun volgende opgenomen publicaties met CBS Records en Decca Records tot 1972. Hun grootste hitsuccessen waren tussen 1968 en 1972 met tien nummers in de UK Singles Chart en vele overzeese gebieden, waaronder internationale hits als Reflections of My Life, die in januari 1970 #10 in de Amerikaanse Billboard Hot 100 en #3 in de Britse hitlijst bereikte, en Ob-La-Di, Ob-La-Da, die in januari 1969 bovenaan de Britse hitlijst stond. De band was de allereerste Schotse band die zich aan de top van de hitlijst plaatste.
De oorspronkelijke leden wilden hun eigen weg gaan in de vroege jaren 1970, wat resulteerde in het vertrek van de band bij Decca in 1972. In 1973 voegde de eerste geëvolueerde bezetting van de band zich weer bij EMI Records en met hun eerste plaatpublicatie werd ze simpelweg bekend als The Marmalade.
Graham Knight (een doorlopend lid van de pre-Marmalade Dean Ford &The Gaylords bezetting) bleef tot september 2010. De band bestaat nog steeds, met veel extra, verder ontwikkelde bezettingen, waaronder zanger Sandy Newman, lid sinds 1975, die toert door het nostalgische circuit.

## Geschiedenis

### The Gaylords
The Gaylords (genoemd naar de beruchte naoorlogse straatbende Chicago Gaylords) werden oorspronkelijk geformeerd in 1961 door Pat Fairley en Billy Johnston in Baillieston, een voorstad ten oosten van Glasgow. Hun aanvankelijke bezetting bestond uit Tommy Frew op drums en leadgitarist Pat McGovern, aangevoerd door zanger Wattie Rodgers. William Junior Campbell trad toe op zijn veertiende verjaardag op 31 mei 1961 ter vervanging van McGovern en Rodgers werd toen zelf vervangen, aanvankelijk door de twee nieuwe zangers Billy Reid en Tommy Scott, hoewel Reid al snel vertrok en Scott als de enige frontman achterbleef. Bill Irving van de lokale Baillieston-band The Cadillacs nam vervolgens het stokje over van Johnston op bas. De band begon aandacht te krijgen en in 1963 zagen Fairley en Campbell zanger Thomas McAleese van de lokale band The Monarchs in de Barrowland Ballroom in Glasgow en het duurde niet lang voordat hij Scott verving als leadzanger. McAleese nam toen de naam Dean Ford aan en ze werden toen bekend als Dean Ford en The Gaylords. Raymond Duffy van de band The Escorts voegde zich bij de band op drums, nadat Frew was vertrokken. Een paar maanden hadden ze de organist Davey Hunter. Begin 1965 had Graham Knight van de lokale band The Vampires Irving op bas vervangen.
Ze werden populair in Schotland en onder leiding van Billy Grainger  werden ze begin 1964 gepromoot door de Schotse muziekjournalist Gordon Reid, wat ertoe leidde dat ze door Norrie Paramor bij EMI's Columbia-label werden gecontracteerd na audities in de Locarno Ballroom in Glasgow. Ze namen vervolgens vier singles op, waaronder een cover van de Amerikaanse hit Twenty Miles van Chubby Checker uit 1963. De Columbia-publicaties, hoewel niet genoemd, werden allemaal geproduceerd door Bob Barratt, stafproducent van EMI, met Norrie Paramor als uitvoerende macht. Paramor speelde de celesta op What's The Matter With Me, de B-kant van Twenty Miles. In 1965 speelden ze een lange periode in Duitsland in de Storyville in Keulen en ook in Duisburg. Tegen die tijd hadden The Gaylords de status van topband in Schotland bereikt, hetgeen bleek uit de resultaten van muziekpeilingen, maar ze waren ambitieus en dus besloten ze begin 1965 bij hun terugkeer van Duitsland naar Londen om te proberen succes te behalen in het Verenigd Koninkrijk als geheel en bleven in Londen, waar ze het management en de vertegenwoordiging van de agentschappen veranderden, aangezien Billy Grainger in Glasgow wilde blijven.

### Naamsverandering en het CBS-tijdperk
Op aanbeveling van The Tremeloes, die met hen in Glasgow had gespeeld, werden The Gaylords uitgenodigd om zich aan te sluiten bij het in Londen gevestigde agentschap Starlite Artistes, eigendom van en beheerd door Peter Walsh. Daarna begonnen ze een clubreputatie op te bouwen als een hechte, close harmony band en in 1966, midden in het swingende Londense circuit van de jaren 1960, besloten ze hun imago en instrumentatie te moderniseren. Op aanraden van hun nieuwe manager veranderden ze de bandnaam in The Marmalade. Ongebruikelijk hadden ze nu twee bassisten, Knight op de viersnarige en Fairley op de zessnarige basgitaar.
Nadat hun contract bij EMI Columbia ten einde liep, was Walsh met de hulp van zijn boekingsagent John Salter succesvol met het tekenen van een contract van de band bij CBS Records met producent Mike Smith, die veel succes had met The Tremeloes, nu hun stalgenoten. Maar hun eerste paar CBS-singles kwamen ook niet in de hitlijsten in het Verenigd Koninkrijk.
Drummer Ray Duffy (die later speelde met Matthews Southern Comfort en Gallagher & Lyle en ook op Campbells latere solo-opnamen), besloot in 1966 te vertrekken om terug te keren naar Schotland om te trouwen net na hun eerste CBS-publicatie It's All Leading up to Saturday Night. De band plaatste vervolgens advertenties in de New Musical Express en Melody Maker en na verschillende audities werd voormalig postbode Alan Whitehead, ex-lid van de Londense band The Loose Ends, hun nieuwe drummer en debuteerde op hun volgende single Can't Stop Now, die niet goed verkocht ondanks het uitvoeren ervan op het tv-spel The Fantasist, geschreven door Alun Owen voor de Theater 625-serie van BBC Two. Hun derde CBS-single, het zelfgeschreven nummer I See the Rain, geschreven door Campbell en Ford, werd door Jimi Hendrix geprezen als de beste versie van 1967. Het werd hetzelfde jaar een hit in Nederland. Graham Nash van The Hollies droeg bij aan de sessie, maar ook die flopte in het Verenigd Koninkrijk, hoewel het nummer, met zijn uitgesproken jaren 1960-gevoel, sindsdien een cultstatus heeft gekregen en onlangs is herrezen door artiesten als Susanna Hoffs van The Bangles en Matthew Sweet. (zie Under the Covers, Vol. 1)
19 januari 1967 bleek een keerpunt in de voortgang van de band te zijn toen ze hun debuut maakten in de Londense Marquee Club, waar ze Pink Floyd steunden. Twee weken later, op 3 februari, steunden ze The Action. Daarna steunden ze nooit meer iemand in de Marquee en op 16 maart 1967 begonnen ze aan een lange residentie die duurde tot de herfst van het volgende jaar, een reputatie opbouwend en volgende toeren met The Who, Joe Cocker, Traffic, Gene Pitney en The Tremeloes. Dit culmineerde in de zomer met optredens op het Windsor Jazz and Rock Festival, direct voorafgaand aan Jerry Lee Lewis en het Festival of the Flower Children Woburn Abbey.
CBS, bezorgd over het gebrek aan commercieel succes van The Marmalade, dreigde ze te laten vallen als ze geen hit hadden. Dus na het mislukken van de andere zelfgeschreven single Man in a Shop later dat jaar, werden ze aangespoord om meer op de hitlijsten gericht materiaal op te nemen. Mike Smith bood de band Everlasting Love aan, maar ze weigerden omdat ze liever doorgingen met het opnemen van groepsmateriaal in plaats van met grote orkestbegeleiding. Het nummer werd vervolgens gegeven aan The Love Affair, gearrangeerd door Keith Mansfield, dat een nummer 1 voor hen werd. Ze gaven later toe aan de druk en namen Lovin' Things op, geschreven door Artie Schroeck en Jet Loring in 1967 en gearrangeerd door Mansfield met behulp van een vergelijkbare orkestrale formule (Keith kende de band al en had eerder eerdere stukken gearrangeerd, waaronder hun laatste single Man In A Shop). Het bereikte nummer 6 in de UK Singles Chart in de zomer van 1968. Dit werd in 1969 gecoverd door The Grass Roots in de Verenigde Staten, met vrijwel hetzelfde arrangement. Het debuutalbum There's A Lot Of It About van The Marmalade bevatte een mix van enkele van hun singles en covers van huidige populaire deuntjes en werd uitgebracht in 1968.
The Marmalade maakte dat jaar een cameo-optreden op het grote scherm in de film Subterfuge.
Na een mindere hit met hun vervolgsingle Wait For Me Mary-Anne (geschreven door Alan Blaikley en Ken Howard), die zich plaatste op nummer 30, genoten ze van hun grootste succes in het Verenigd Koninkrijk met hun cover van Ob- La-Di, Ob-La-Da van The Beatles, die in januari 1969 bovenaan de Britse hitlijst stond. De band werd de eerste Schotse band die ooit boven in de hitlijst stond. Hun versie van Ob-La-Di, Ob-La-Da verkocht in april 1969 ongeveer een half miljoen exemplaren in het Verenigd Koninkrijk en wereldwijd een miljoen exemplaren. Dit werd gevolgd door verder succes met Baby Make It Soon (geschreven door Tony Macaulay), dat in de zomer van 1969 nummer 9 bereikte.
In februari 1969 verscheen de band in het vlaggenschipprogramma Color Me Pop, (voorloper van The Old Grey Whistle Test) van BBC met een slot van een half uur. Ze verschenen ook in de BBC-recensie Pop Go The Sixties van het muziekcircuit uit de jaren 1960 en voerden Ob-La-Di, Ob-La-Da live uit tijdens de uitzending op BBC One op oudejaarsavond 1969.

### Het Decca-tijdperk
In november 1969 werd de band gecontracteerd bij Decca Records door hoofd A&R Dick Rowe onder een zeer lucratieve voorschotovereenkomst, waardoor de band hun eigen nummers kon schrijven en produceren, zonder beperkingen in de studiotijd, en in hun allereerste Decca-opnamesessie namen ze Reflections of My Life op, dat hun grootste wereldwijde hit zou worden, waarmee het vertrouwen van Decca en Dick Rowe in de band werd beloond. Het werd geschreven door Campbell en Ford en bevatte een 'achterwaartse' (backmasking) gitaarsolo van Campbell. Het plaatste zich bovenaan de hitlijsten in Europa (ook Top 10 in de Verenigde Staten en nummer 1 in het grootste deel van Zuid-Amerika),
Reflections of My Life heeft meer dan twee miljoen verkopen geregistreerd en de schrijvers kregen in 1998 een Special Citation of Achievement van BMI voor het behalen van radio-uitzendingen van meer dan een miljoen alleen al in de Verenigde Staten.
Andere Britse hits voor Decca waren onder meer Rainbow (VK #3 en VS #51) en My Little One (VK #15), Cousin Norman en Radancer (beide bereikten VK #6).
Hun manager Peter Walsh was een pop-ondernemer uit de jaren 1960 en 1970, wiens portfolio ook The Tremeloes, Bay City Rollers, The Move, Billy Ocean, The Troggs en Blue Mink omvatte.
Hun eerste Decca-album Reflections of The Marmalade werd in de Verenigde Staten uitgebracht als Reflections of My Life bij Decca's London Records-dochteronderneming. Hun Amerikaanse singles in deze periode kwamen ook uit in Londen. Maar hun manager Walsh wees een aanbod af om de Amerikaanse opening voor Three Dog Night te bezoeken, waardoor een kans voor verdere bekendheid daar werd weggevaagd. Om eerlijk te zijn tegenover Walsh, kon het hem niet veel schelen dat The Marmalade daarvoor een aanzienlijke dollarpremie had moeten betalen, een praktijk die gebruikelijk is in de Verenigde Staten, maar totaal vreemd is aan Walsh' traditionele Britse management- en agentschapsstijl.
Nadat Campbell, die samen met Ford het grootste deel van het oorspronkelijke materiaal van de band schreef, de band in maart 1971 verliet voor een solocarrière en orkestratie en compositie ging studeren aan het Royal College of Music, ondergingen ze een reeks bezettingswijzigingen, waaronder het verlies van drummer Whitehead.
Marmalade rekruteerde gitarist Hugh Nicholson, een ex-lid van The Poets om Campbell te vervangen en na de eerste publicatie Cousin Norman van Campbell was het Nicholson die erop stond dat ze Whitehead zouden ontslaan ten gunste van zijn vriend en collega Dougie Henderson van The Poets. Dit zorgde ervoor dat The Marmalade negatieve publiciteit kreeg van het Britse News of the World, nadat een verbitterde Whitehead hen verhalen had verteld over de ervaringen van de band met groupies.
The Marmalade bracht Songs uit in november 1971, waarbij Nicholson de meeste songcomposities overnam, wat maar beperkt succes had. Nicholson schreef echter twee van hun laatste hits Cousin Norman en Radancer, evenals de mindere hit Back on the Road, waarop hij de leadzang deed.
Fairley verliet de band rond 1972 om de muziekuitgeverij van de band te leiden, waarna Nicholson, die ontmoedigd was over het mislukken van hun Songs-album, ook in 1973 vertrok om Blue te vormen (niet te verwarren met een latere jongensband met dezelfde naam). Ford, Knight en Henderson gingen door met The Marmelade. Nicholson werd uiteindelijk vervangen door Mike Japp, een rockgitarist van de Welshe band Thank You.
De band keerde terug naar EMI en bracht de single Wishing Well uit, simpelweg vermeld als Marmalade (zonder 'The'). Maar Knight vertrok tijdens de opnamen van hun volgende album Our House Is Rocking (dat een zwaarder rockgeluid liet horen en werd uitgesteld tot de herfst van 1974). De band was kort een trio voordat Joe Breen (ex-Dream Police) binnenkwam op bas. Omdat ze weigerden de meeste van de oude hitplaten van de band op het podium te spelen, kwam de band langzaam aan haar einde.

### 1975-1978
In 1975 sloot Knight zich aan bij voormalig drummer Alan Whitehead om Vintage Marmalade te formeren met Sandy Newman (zang, gitaar, keyboards) en Charlie Smith (gitaar). Ze werden herenigd met hun oude manager Peter Walsh om alle hits op het podium te spelen en hadden een volledig programma.
Later in 1975, nadat Ford en de overige leden ermee ophielden, namen Knight en Whitehead de naam Marmalade over met de nieuwe bezetting met als frontman Newman. Ze tekenden een deal met Target Records van Tony Macaulay en hadden in 1976 wat hun laatste Top 10-hit bleek te zijn met het onheilspellende, door Macaulay geschreven lied Falling Apart at the Seams. Het nummer bereikte ook de easy listening-hitlijsten in de Verenigde Staten en haalde de Top 50 van de Billboard Hot 100, maar werd daarmee de laatste single van de band in de Amerikaanse hitlijsten. Latere singles kwamen niet in de hitlijst. Een daarvan was Talking In Your Sleep, geproduceerd door Roger Greenaway en uitgebracht in januari 1978, zes maanden voor de versie van Crystal Gayle van hetzelfde nummer, dat wereldwijd bekend werd.
Newman (ex-Chris McClure Section, 1968-1970) blijft Marmalade leiden sinds 1975 en bracht nog eens elf singles uit in het Verenigd Koninkrijk (exclusief heruitgaven), waarvan zeven via Target Records, waarvan geen enkele in de hitparade heeft gestaan in het Verenigd Koninkrijk of de Verenigde Staten. Tegenwoordig blijven ze toeren door het nostalgische circuit met het volledige hitrepertoire van de band.
Smith vertrok in 1977 om zich bij Nicholson aan te sluiten in Blue en Garth Watt-Roy trad kort op voor het album Only Light On My Horizon Now van Marmalade, voordat hij in 1978 naar The Q-Tips vertrok. Hij werd vervangen door gitarist Ian Withington, die verscheen naast Knight, Newman en de nieuwe drummer Stu Williamson voor het volgende album Doing It All For You (1979).
Whitehead verliet de band in 1978 om andere popgroepen en zangers te leiden, wat hij is blijven doen. Hij verscheen ook in de tv-serie Take Me Out uit 2010 en runde een lapdanceclub.

### De volgende jaren
Charlie Smith keerde terug in 1980, dit keer als drummer van de band. Alan Holmes (zang, gitaar, keyboards), een voormalig lid van de in Bristol gevestigde band Federation, volgde Withington op. Het in 1980 alleen voor de Verenigde Staten opgenomen album Marmalade bij G&P Records bevatte een opnieuw opgenomen mix van hun Decca-, EMI- en Target-materiaal, naast enkele door Junior Campbell geschreven nummers. Een ander niet succesvol album Heartbreaker, kwam in 1982 uit in het Verenigd Koninkrijk bij Spectra Records.
Graham Knight bleef als het enige oorspronkelijke bandlid toeren door het nostalgische circuit met Newman, Smith en Alan Holmes. In 1982 verving Glenn Taylor Smith op drums, hoewel Smith terugkeerde van 1989 tot rond 1998, voordat Taylor het permanent overnam.
Dave Dee begon te verschijnen als gastzanger voor Marmalade in 1987 en nam in 1989 de single Scirocco op met de band. Hij bleef live gastoptredens met hen maken tot aan zijn dood in 2009.
In september 2010 vertrok Graham Knight, het laatst overgebleven lid van de oorspronkelijke band. Drummer Taylor vertrok ook om zich bij The Fortunes aan te sluiten. De nieuwe spelers waren drummer Damon Sawyer en bassist Mike Steed. In 2011 trad gitarist en zanger John James Newman toe, waardoor de band opnieuw een kwintet werd.
In 2013 bracht de huidige Marmalade-bezetting hun eerste nieuwe studioalbum Penultimate uit sinds 1979 en uitgebracht in cd- en vinylformaten, bevatte het zes nieuwe composities, samen met heropnamen van veel Marmalade-nummers. Het album werd gelanceerd op 4 oktober 2013 om samen te vallen met de start van een 52-daagse Britse tournee.
In 2015 werden Jan Robinson (zang, bas) en Chris North (drums, percussie) binnengehaald als de nieuwe ritmesectie, in plaats van Steed en Sawyer.

### Oorspronkelijke bandleden - geëvolueerde geschiedenis
In 2011 werd Fine Cuts–The Best Of Marmalade uitgebracht bij het label Union Square Music BMG Salvo (SALVOMDCD26), een dubbelalbum met alle oorspronkelijke studio-opnamen van Marmalade tussen 1966 en 1972, inclusief al hun hitlijsten. De volledige catalogus werd ook digitaal beschikbaar gesteld.
Ford was een van de vele zangers die meewerkten aan The Alan Parsons Project. Hoewel hij zich enkele jaren terugtrok uit de muziekindustrie en vocht tegen alcoholisme, vestigde hij zich in Los Angeles (na een korte periode in New York), werd weer actief in de muziek en bracht een single uit van zijn eigen compositie Glasgow Road met Joe Tansin (ex-Badfinger) in 2012. Later nam hij in 2015 een versie van Reflections of My Life op en in 2016 bracht hij het PledgeMusic-album Feel My Heartbeat uit, beschikbaar voor digitale download. Zijn laatste album This Scottish Heart, een verzameling van twee schijven, werd slechts enkele weken voor zijn dood uitgebracht.
Fairley verhuisde eind jaren 1970 ook naar Los Angeles nadat hij in de muziekuitgeverij had gewerkt voor de RSO Group Robert Stigwood en voor de band Yes. Hij trok zich vele jaren geleden terug uit de muziekbusiness en opende begin jaren 1980 de bar en muzieklocatie The Scotland Yard Pub in Los Angeles. Hij verkocht het succesvolle bedrijf in maart 2018 en ging met pensioen.
Whitehead gaat verder in het artiestenmanagement en is te zien bij het beoordelen van de Onyx-reeks van getunede sportwagens in het Together TV-programma Rock 'N' Roll Cars (hij geeft ook de voice-over voor deze show, met popacts zoals Go West en Tony Hadley die praten over hun autogeschiedenis).
Knight is met pensioen en heeft huizen in Sussex en Spanje.
Campbell werd een succesvolle soloartiest, songwriter, televisie- en filmcomponist, producent en arrangeur en woont in Sussex. Hij blijft namens de hele band toezicht houden op alle hoofdrechten op de originele bandopnamen en ook op hun publicatierechten.

## Overlijden
Dean Ford overleed op 31 december 2018 op 73-jarige leeftijd in zijn huis in Los Angeles aan complicaties door de ziekte van Parkinson. Patrick Fairley overleed in zijn huis in Los Angeles op 11 augustus 2020 op 76-jarige leeftijd.

## Bezetting
Startbezetting:
- Junior Wullie Campbell (geb. 24 juli 1946 in Glasgow) (leadgitaar)
- Patrick Fairley (geb. 14 april 1946 in Glasgow, overl. in 2020) (gitaar)
- Dean Ford (geb. 5 september 1946 als Thomas McAleese in Airdrie, overl. 1 januari 2019) (zang, harmonica en tamboerine)
- Graham Knight (geb. 8 december 1946 in Glasgow) (trompet, basgitaar en zang)
- Alan Whitehead (geb. 24 juli 1947 in Oswestry, Shropshire) (drums)

Latere bezetting:
- Hughie Nicholson (leadgitaar, akoestische gitaar, zang)
- Doughie Henderson (drums)
- Sandy Newman (zang, gitaar, keyboard)
- Garth Wett-Roy (zang, gitaar)
- Alan Holmes (akoestische- en elektrische gitaar, keyboard, zang)

## Discografie

### Singles
- 1968: Lovin' Things
- 1968: Wait for Me Marianne
- 1968: Ob-La-Di, Ob-La-Da (Beatles-cover)
- 1969: Baby Make It Soon
- 1969: Reflections of My Life
- 1970: Rainbow
- 1971: My Little One
- 1971: Cousin Norman
- 1971: Back on the Road
- 1972: Radancer
- 1976: Falling Apart at the Seams
- 1989: Scirocco (met Dave Dee)

### Albums
- 1968: There's a Lot of It About
- 1970: Reflections of the Marmalade
- 1971: Songs
- 1974: Reflections of My Life and other great Songs
- 1974: Our House Is Rocking
- 1977: The Only Light on My Horizon Now
- 1978: Doing It All for You
- 1981: Marmalade (alleen VS)
- 1982: Heartbreaker

### NPO Radio 2 Top 2000
| Nummers met noteringen in de NPO Radio 2 Top 2000 | '99  | '00  | '01  | '02  | '03  | '04  | '05  | '06  | '07  | '08  |
| ------------------------------------------------- | ---- | ---- | ---- | ---- | ---- | ---- | ---- | ---- | ---- | ---- |
| I See the Rain                                    | -    | 1437 | -    | -    | -    | -    | -    | -    | -    | -    |
| Ob-La-Di Ob-La-Da                                 | -    | 1623 | -    | -    | -    | -    | -    | -    | -    | -    |
| Rainbow                                           | 1875 | -    | -    | -    | -    | -    | -    | -    | -    | -    |
| Reflections of My Life                            | 1139 | 1464 | 1197 | 1299 | 1595 | 1403 | 1706 | 1578 | 1974 | 1620 |

1. ↑  Een '-' betekent dat het nummer niet was genoteerd en een vetgedrukt getal geeft de hoogste notering van een nummer aan.
2. ↑  Deze tabel is bijgewerkt tot en met de laatste editie (2024).